# Hans Jantzen
Hans Henrik Jantzen (14. februar 1857 på Vesterladen ved Nørresundby – 15. februar 1897 i New York, New York, USA) var en dansk maler.
Han var søn af gårdejer, senere toldmægler på Sankt Croix Julius Gotfred Peter Jantzen (1828-?) og Thora Anine Constance Resch (1827-1875). Efter sin konfirmation kom han i malerlære, besøgte Det tekniske Selskabs Skole og Carl F. Andersens tegneskole, kom i januar 1878 ind på Kunstakademiet, hvorfra han den 25. maj 1888 fik afgangsbevis som maler. Han udstillede på Charlottenborg Forårsudstilling 1885-86 og i 1889, første gang et portræt, senere landskaber, til dels i pastel og i 1889 tillige en radering. Han var en dygtig tegner. Nogen sygelighed, mulig fremkaldt af overanstrengelse, hæmmede hans udvikling. Imidlertid rettede han sig og rejste i foråret 1891 til New York, hvor han uden stort held prøvede at ernære sig som portrætmaler, og hvor han allerede døde 1897. Han var ugift. 

## Værker
- Portræt af fru D. (knæstykke, udstillet 1885)
- Sildig eftermiddag ved Fuglesangssøen (pastel, udstillet 1885)
- Sommerdag i Ordrup Mose (pastel, udstillet 1886)
- Ved Bellevue (pastel, udstillet 1886)
- Carl Frederik August Lunn (tegning, 1888, Det Kongelige Bibliotek)
- Mose ved Knabstrup (udstillet 1889)
- Mose ved Roskilde (J.F. Willumsens Museum)
- Tre raderinger med landskabsmotiver i Den Kongelige Kobberstiksamling